# Herz-Jesu-Kirche (Allenstein)

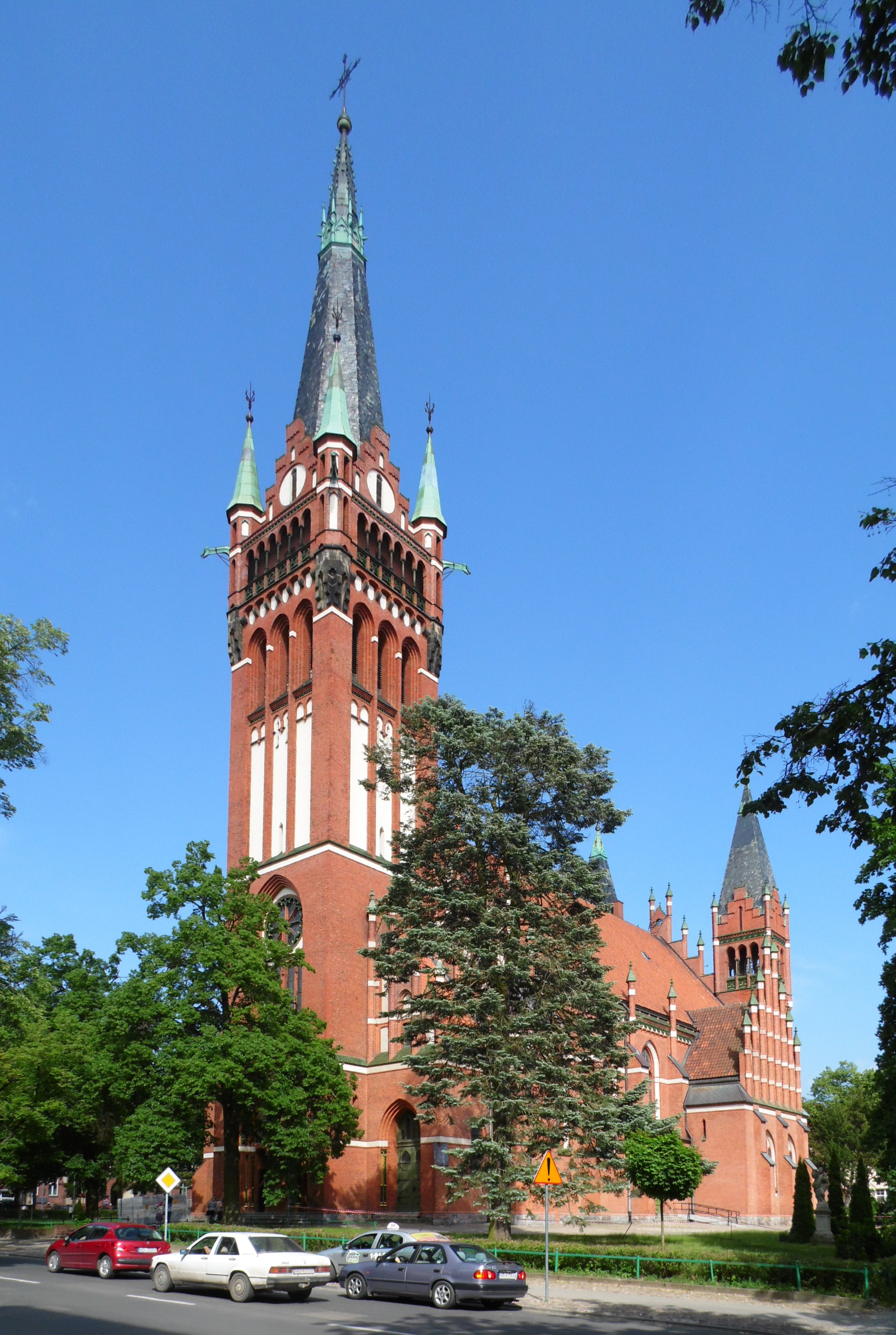
Herz-Jesu-Kirche in Allenstein

Die römisch-katholische Herz-Jesu-Kirche ist eine neugotische Hallenkirche in Allenstein. Die Kirche wurde von 1901 bis 1903 nach Entwurf des Königsberger Architekten Friedrich Heitmann errichtet, der zuvor bereits die St.-Josef-Kirche in Allenstein erbaut hatte.

## Geschichte

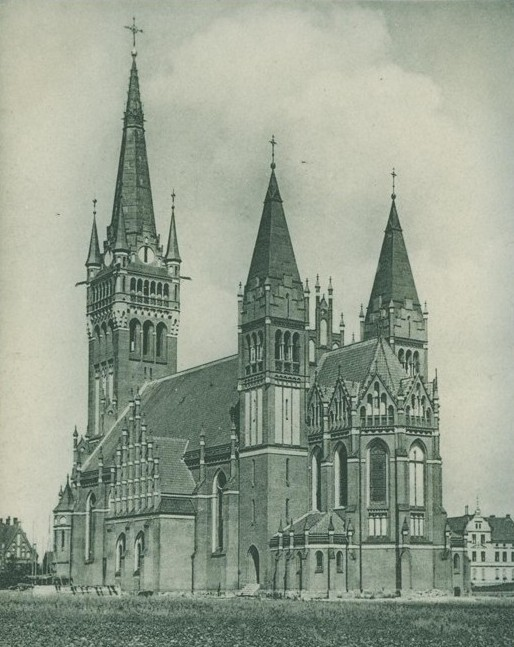
Herz-Jesu-Kirche in Allenstein, 1904

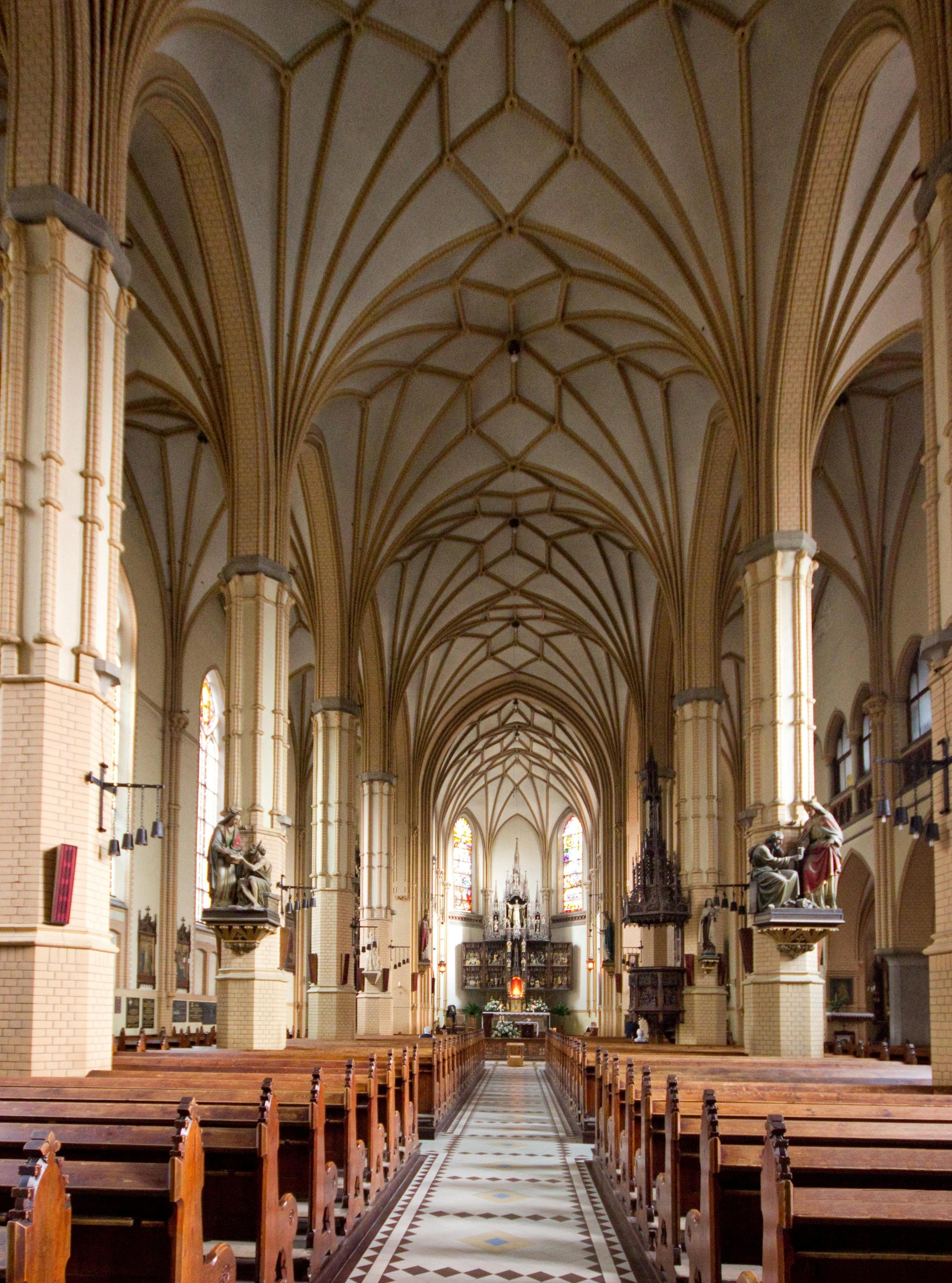
Inneres (2012)

Das Grundstück wurde 1898 für 20.000 Mark erworben. Die Arbeiten begannen im Juni 1901. Die Fresken gestaltete Albert Kochanowski. Am 19. Oktober 1903 erfolgte die Kirchweihe durch den Weihbischof des Bistums Ermland, Eduard Herrmann. Die Baukosten betrugen 47.896 Mark.
Im Juni 1991 fand hier in Zusammenhang mit der Apostolischen Reise von Papst Johannes Paul II. eine Messe in deutscher Sprache. Diese Messe war die offiziell erste deutschsprachige Messe im seit 1945 polnischen Anteil Ostpreußens. Heute finden deutsche Messen regelmäßig statt.

## Architektur
Das Gebäude ist, vor allem in der Giebelgestaltung, der norddeutschen Backsteingotik nachempfunden.
Die Kirche hat drei Türme: Den westlich vorgelagerten Glockenturm und zwei Chorflankentürme. Der Glockenturm ist 83 m hoch und überragt den der Marienkirche in Krakau um 2 m. Die große Kugel auf der Turmspitze hat einen Durchmesser von 1,7 m. Das Netzgewölbe des Langhauses ruht auf zehn Säulen aus Backstein. An den Seitenschiffen sind zwei Kapellen angebaut: an der Nordseite die Kapelle der Muttergottes, an der Südseite die Kapelle zu Ehren des Hl. Josef. Das Kirchendach ist mit Ziegeln gedeckt, die Turmhelme mit Schiefer.

## Orgel
Die Orgel wurde in den Jahren 1915/1916 von der Orgelbauanstalt Bruno Goebel in Königsberg erbaut. Das Schleifladeninstrument hat 44 Register (darunter vier transmittierte Register im Pedal) auf drei Manualwerken und Pedal. Die Spiel- und Registertrakturen sind pneumatisch.
| I. Manualwerk C–g3 |                 |     |
| 1.                 | Bordun          | 16′ |
| 2.                 | Principal       | 8′  |
| 3.                 | Gedeckt         | 8′  |
| 4.                 | Quintatön       | 8′  |
| 5.                 | Gemshorn        | 8′  |
| 6.                 | Gamba           | 8′  |
| 7.                 | Jubalflöte      | 8′  |
| 8.                 | Octave          | 4′  |
| 9.                 | Flöte           | 4′  |
| 10.                | Rauschquinte II |     |
| 11.                | Cornett III–V   |     |
| 12.                | Trompete        | 8′  |

| II. Manualwerk C–g3 |                   |     |
| 13.                 | Lieblich Gedeckt  | 16′ |
| 14.                 | Principal amabile | 8′  |
| 15.                 | Portunal          | 8′  |
| 16.                 | Rohrflöte         | 8′  |
| 17.                 | Dolce             | 8′  |
| 18.                 | Salicional        | 8′  |
| 19.                 | Prestant          | 4′  |
| 20.                 | Traversflöte      | 4′  |
| 21.                 | Piccole           | 2′  |
| 22.                 | Mixtur II–IV      |     |
| 23.                 | Tuba              | 8′  |

| III. Manualwerk C–g3 |                         |        |
| 24.                  | Dulciana                | 16′    |
| 25.                  | Principal               | 8′     |
| 26.                  | Konzertflöte            | 8′     |
| 27.                  | Aeolina                 | 8′     |
| 28.                  | Schalmey                | 8′     |
| 29.                  | Vox coelestis           | 8′     |
| 30.                  | Rohrflöte               | 4′     |
| 31.                  | Nassard                 | 2 ⁄3′  |
| 32.                  | Waldflöte               | 2′     |
| 33.                  | Terz                    | 1 3⁄5′ |
| 34.                  | Harmonia aetheria III–V |        |
| 35.                  | Clarinette              | 8′     |

| Pedalwerk C–f1 |                      |     |
| 36.            | Principal            | 16′ |
| 37.            | Subbass              | 16′ |
| 38.            | Violonbass           | 16′ |
| 39.            | Salicet (= Nr. 24)   | 16′ |
| 40.            | Oktavbass (= Nr. 25) | 8′  |
| 41.            | Bassflöte (= Nr. 26) | 8′  |
| 42.            | Cello (= Nr. 27)     | 8′  |
| 43.            | Oktave               | 4′  |
| 44.            | Posaune              | 16′ |

- Koppeln: II/I, III/I, III/II, I/P, II/P, III/P; Superoktavkoppeln (II/I, III/I, III/III); Suboktavkoppeln (II/I, III/I)